# 하일루오토섬

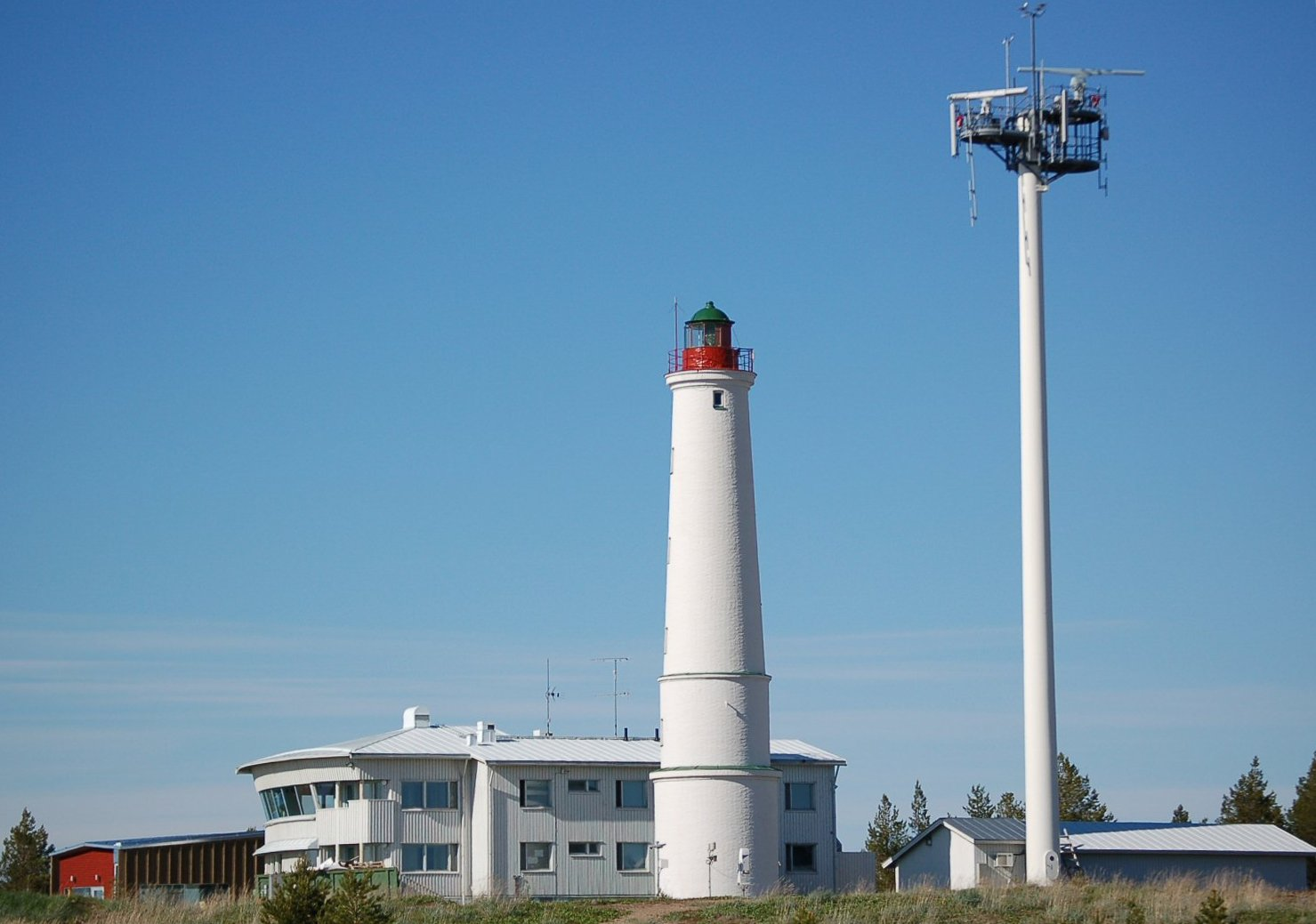
등대

하일루오토섬(Hailuoto, 스웨덴어: Karlö, 칼뢰)은 핀란드 북포흐얀마 지역의 섬이다. 하일루오토섬의 인구 수는 2021년 3월 31일 기준으로 953명이다.
하일루오토는 하일루오토섬에 같은 이름으로 위치해 있으며 보트니아만의 오울루시와 마주한다. 오울루와 하일루오토의 거리는 53킬로미터이며 이들 간 해역을 Luodonselkä(섬의 뒷편)으로 부른다. 페리가 하일루오토와 오울룬살로 사이를 정기적으로 운행한다. 겨울에 대략 10킬로미터 길이의 아이스 로드가 섬과 육지를 잇는다.